# Skive
Skive è una cittadina danese situata nella regione dello Jutland Centrale. La città è il capoluogo del comune omonimo.

## Geografia
Il centro abitato si trova 26 km a nordovest di Viborg sul Limfjorden in corrispondenza del punto in cui il fiume Karup Å (anche chiamato Skive Å) entra nella baia di Skive. 
Il centro storico della cittadina si trova a nord del fiume.